# Tihange
Tihange is een Belgische plaats en deelgemeente van de stad Hoei in de provincie Luik. Tot 1 januari 1977 was het een zelfstandige gemeente.

## Geschiedenis
De Maastrichtse bisschop Johannes Agnus zou geboren zijn te Tihange. In de lokale Sint-Margarethakerk bevindt zich een geschilderd paneel met zijn portret. De kerk bezit verder drie houten beelden van de 18e-eeuwse Luikse beeldhouwer Jacques Vivroux.

### Demografische ontwikkeling
- Bronnen:NIS, Opm:1831 tot en met 1970=volkstellingen, 1976= inwoneraantal op 31 december
- 1961: Aanhechting van Neuville-Sous-Huy in 1952

## Kerncentrale
Op het grondgebied van het dorp Neuville-sous-Huy dat in 1952 bij Tihange werd gevoegd, staat langs de Maas de kerncentrale van Tihange met drie kernreactoren.

## Galerij

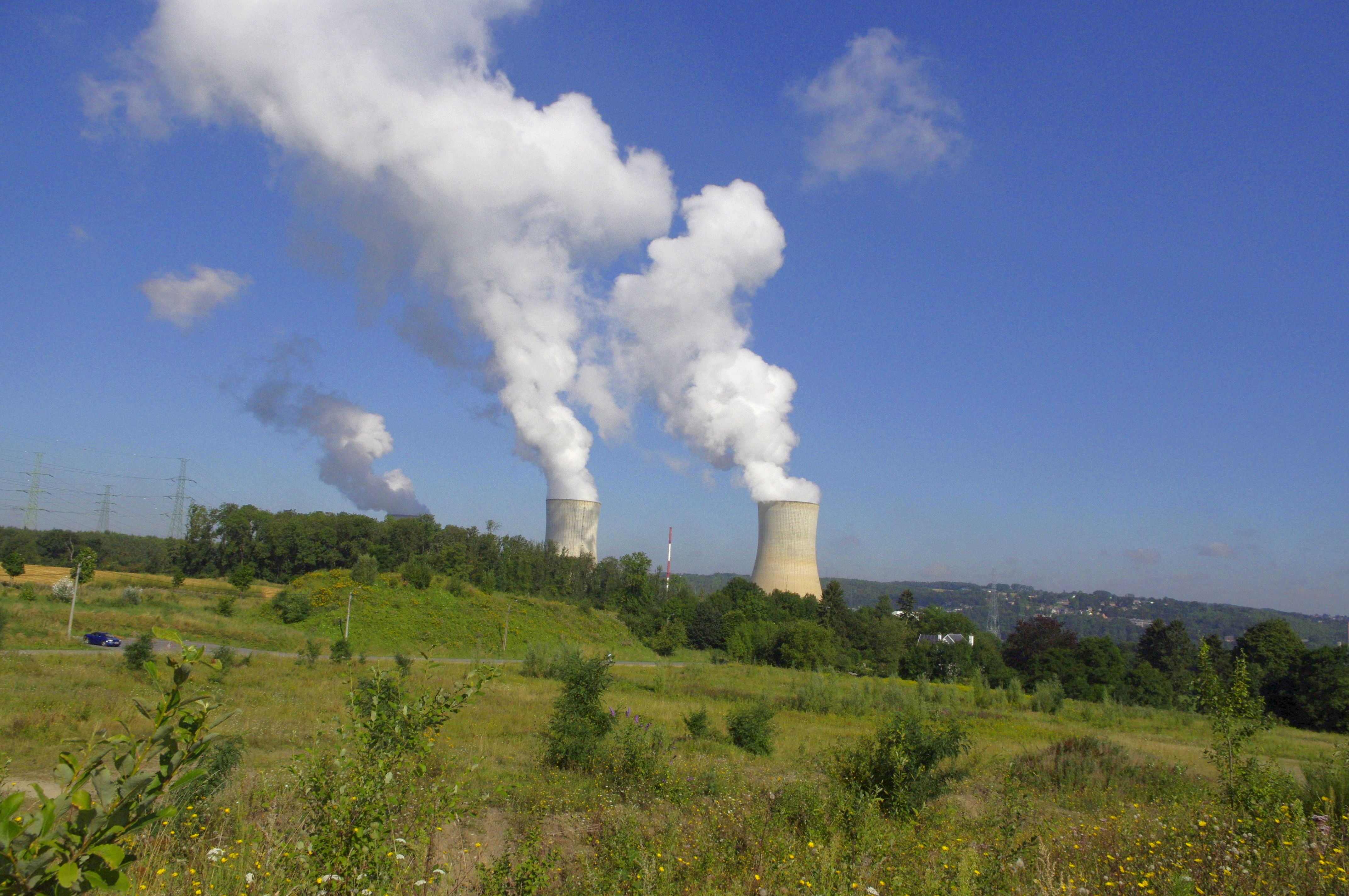
Landschap met kerncentrale
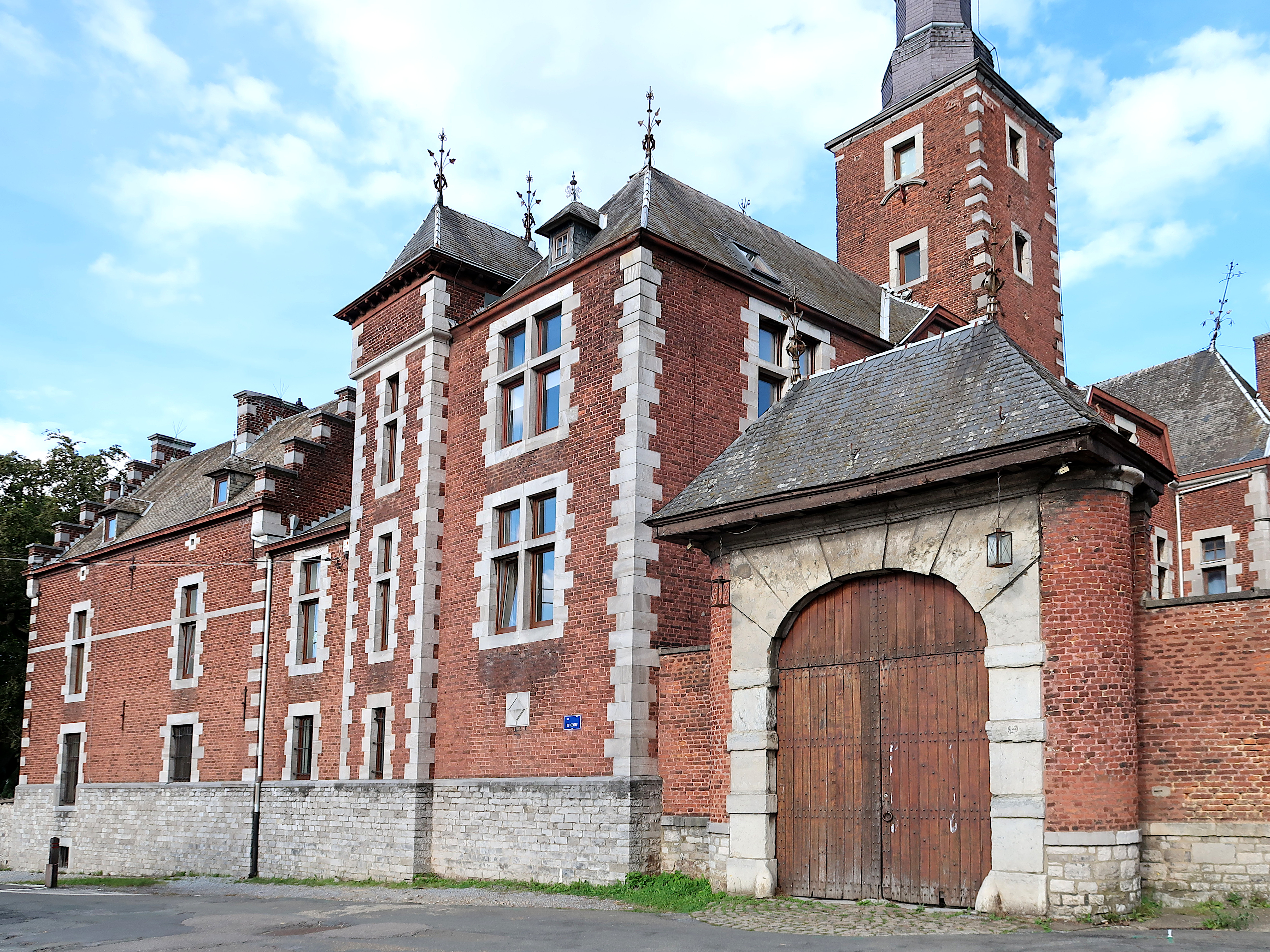
Kasteel van Tihange met kern uit de 12e eeuw
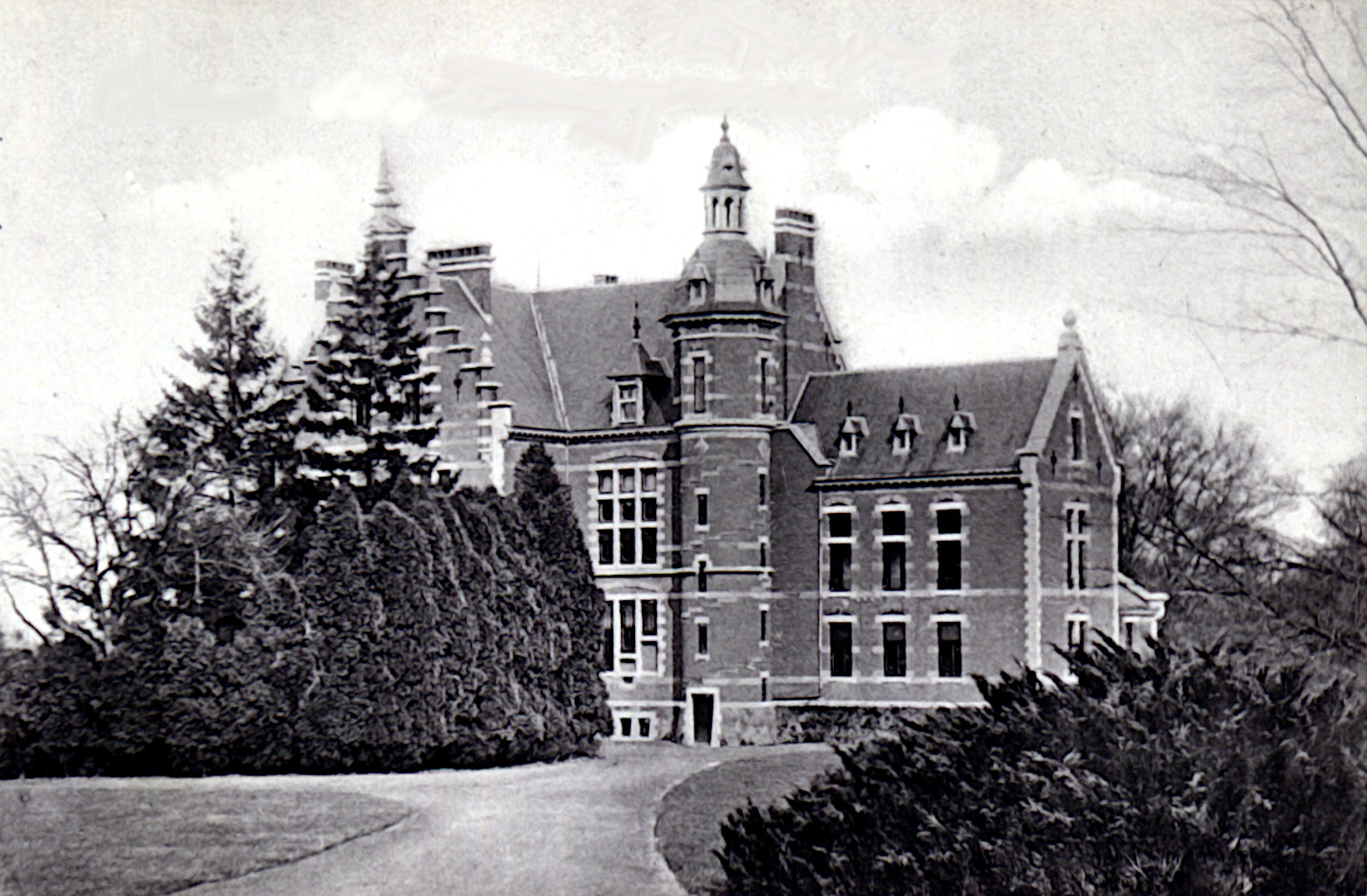
Het oude kasteel van Motte en Gée, nu in ruïne
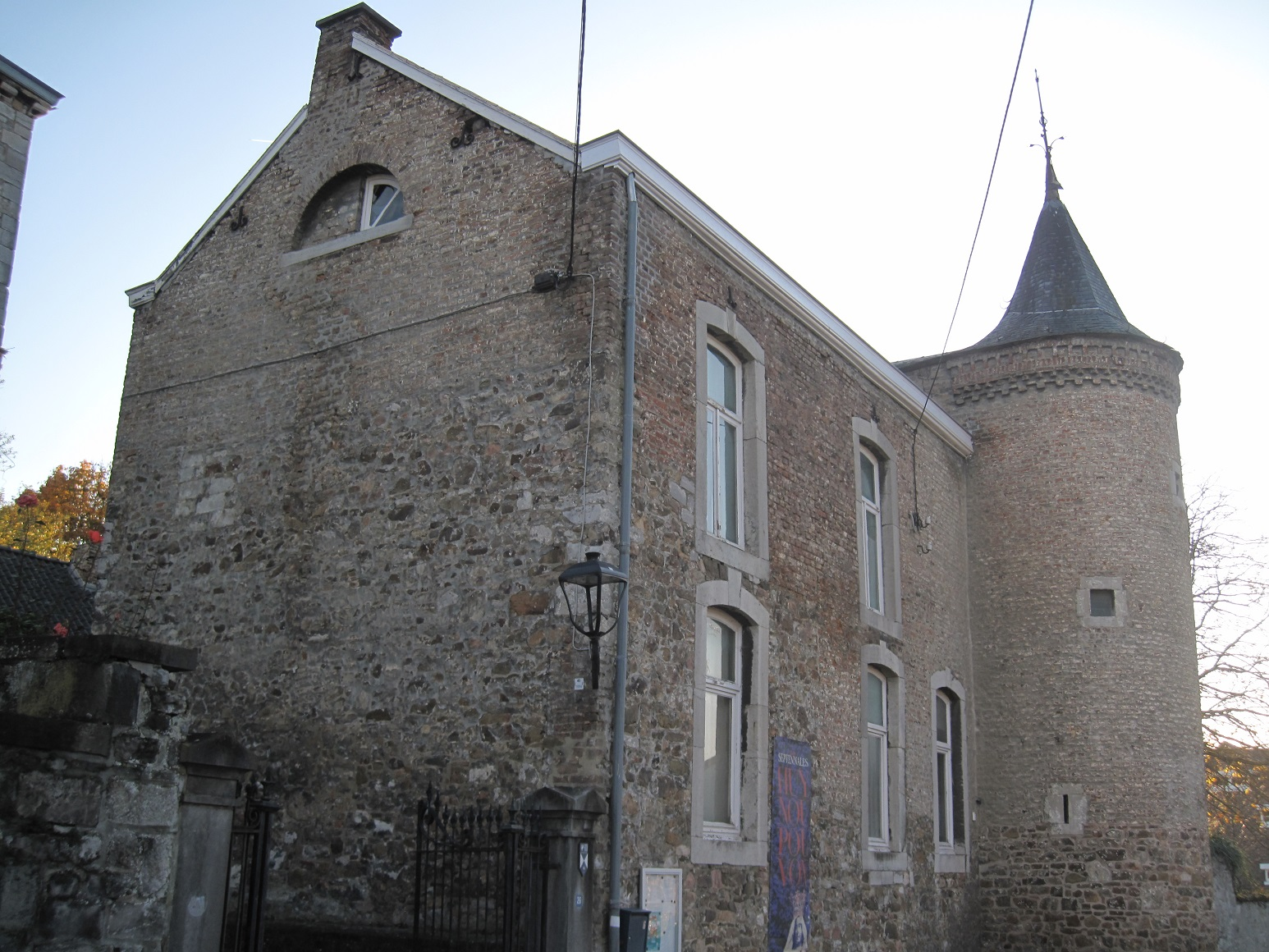
Pastorie uit de de 17e eeuw
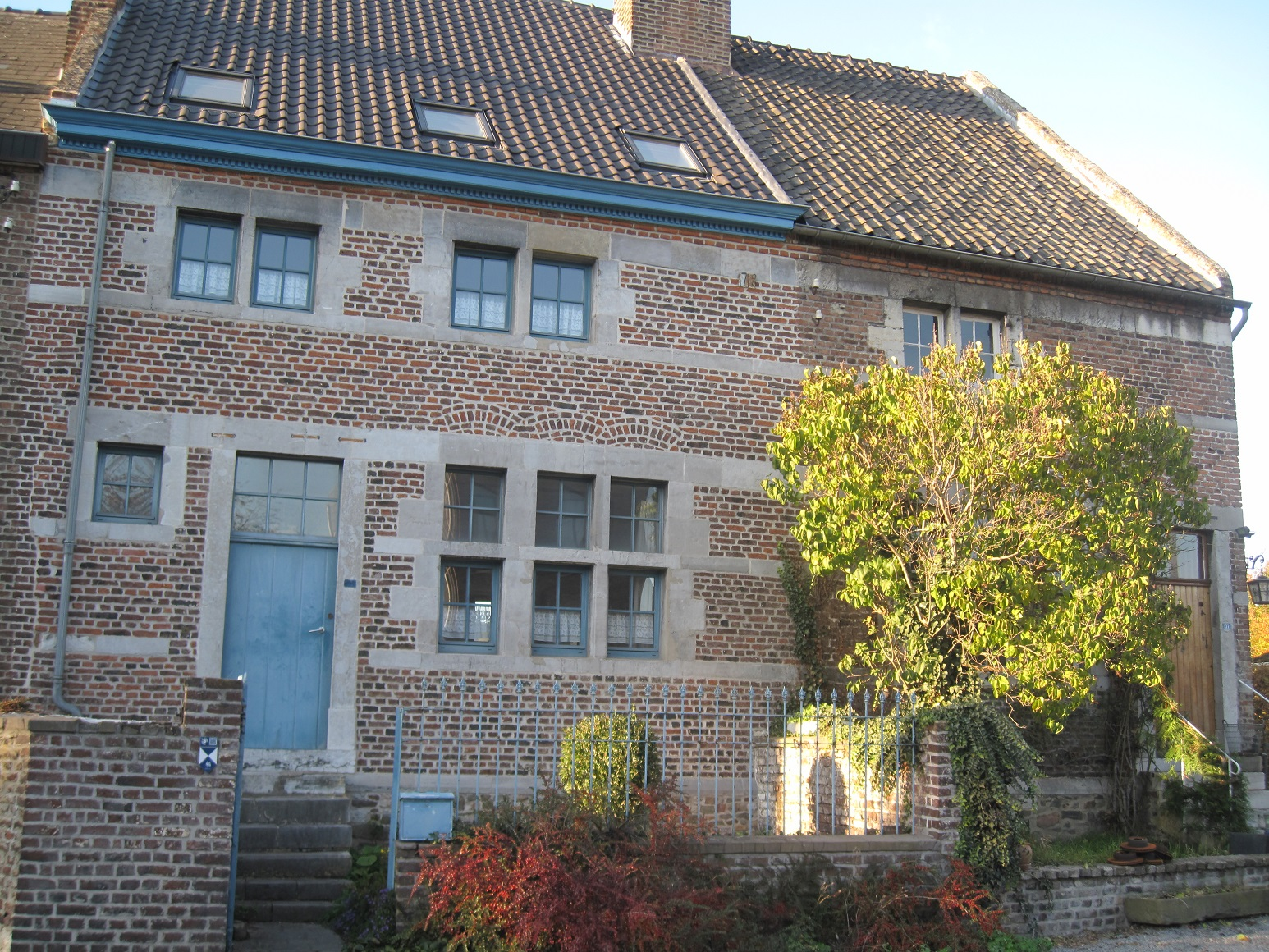
Geklasseerde huizen
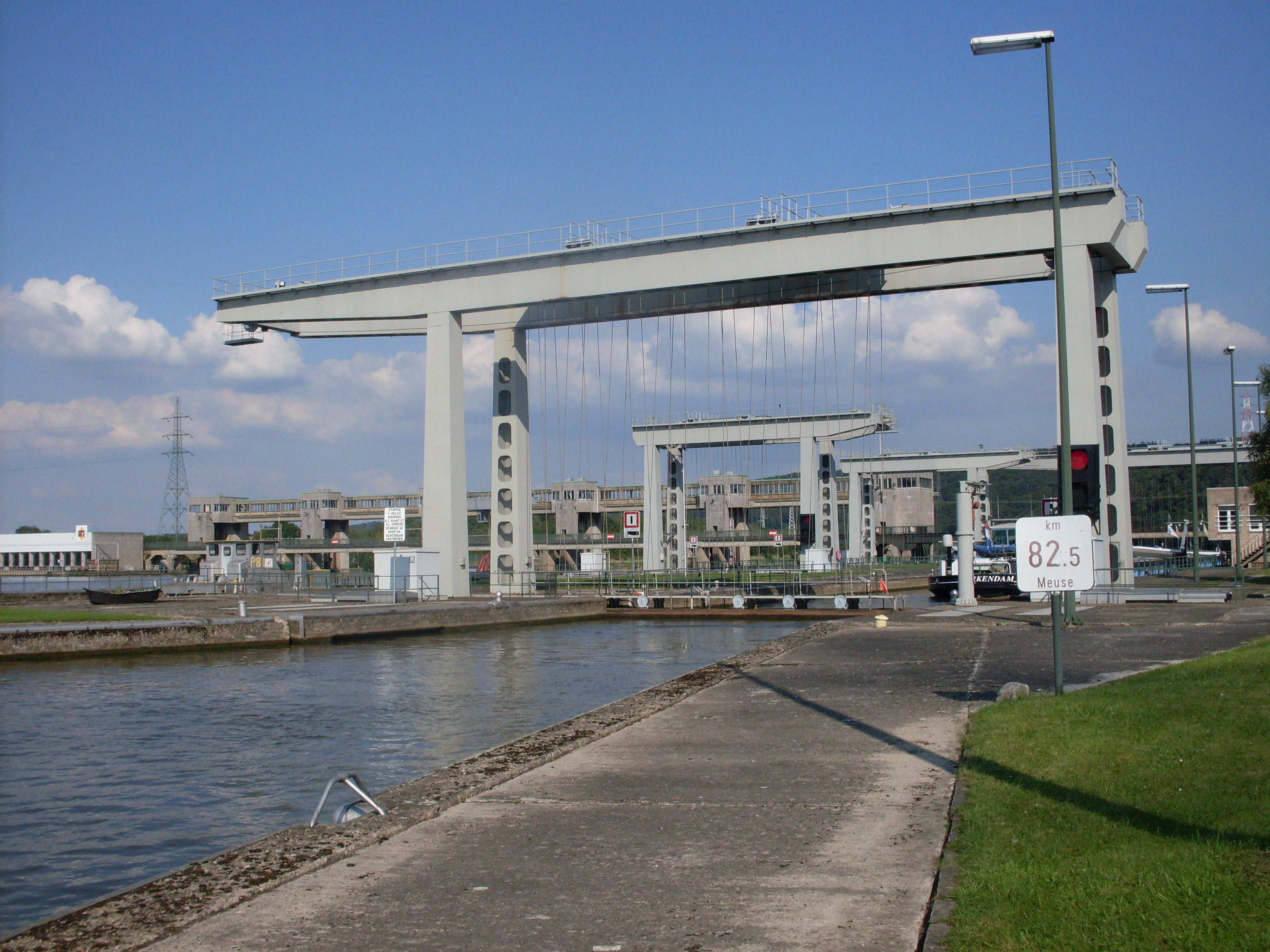
De sluis van Ampsin-Neuville (voor verbouwing)